# Франц Рело

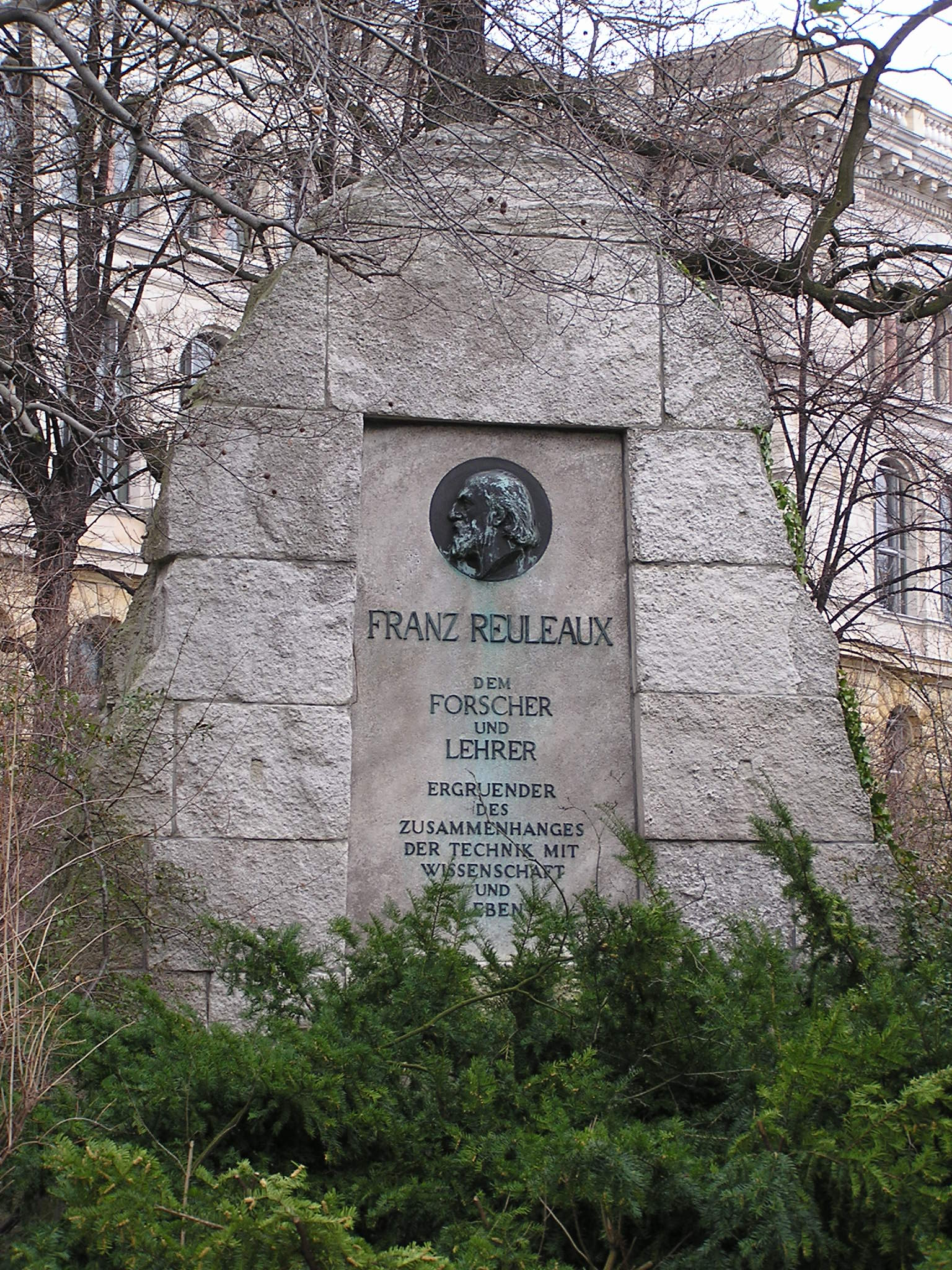
Пам'ятник Рело на території студентського містечка Берлінського технічного університету

Франц Рело (нім. Franz Reuleaux, нар. 30 вересня 1829, Ешвайлер — пом. 20 серпня 1905, Берлін) — німецький інженер-механік, лектор Королівської технічної школи у Берліні (нім. Königliche Technische Hochschule, тепер, Берлінський технічний університет). Першим (у 1875 році) розробив і виклав основні положення структури і кінематики механізмів; займався проблемами естетики технічних об'єктів, промисловим дизайном.

## Біографічні дані
Франц Рело народився у сім'ї, для якої техніка була традиційним заняттям. Здобувши початкову освіту в школі і деяку технічну підготовку в сім'ї, він почав працювати на заводі, спочатку учнем, а потім конструктором і техніком. Працюючи, він посилено займався самоосвітою, зокрема вивчав праці Ф. Я. Редтенбахера (нім. Ferdinand Jacob Redtenbacher). З 1850 по 1852 він слухав лекції в Політехнічному інституті в Карлсруе (тепер, Технологічний інститут Карлсруе), цілком знаходився в ті роки під впливом Редтенбахера. Слідуючи вказівкам свого вчителя, Рело крім технічних предметів вивчав історію і англійську мову. Після закінчення інституту він деякий час вивчав природничі науки і філософію в Берлінському та Боннському університетах. Ще в студентські роки Рело почав працювати над дослідженнями в галузі машинобудування. 1853 року він у співавторстві з Карлом Моллі (нім. Carl Ludwig Moll) видав перший том підручника «Конструювання в машинобудуванні» (нім. Construktionslehre für den Maschinenbau), котрий отримав хороші відгуки.
У 1856 р. Рело був запрошений на посаду професора механіко-технічного відділення Цюріхської політехніки, де йому довелося працювати разом з професорами Ґ. А. Цейнером (нім. Gustav Anton Zeuner) і К. Кульманом (нім. Karl Culmann). 1864 року він перейшов до Берлінського ремісничого інституту на кафедру машинобудування. 1866 року цей інститут (заснований в 1821 р.) був перетворений у Ремісничу академію, директором якої Рело пробув з 1867 по 1879 роки. 1879 року на базі Ремісничої і Будівельної академій була заснована Королівська технічна школа. У Німеччині в першій половині 19-го століття кінематикою не займалися. Вперше цей предмет Рело почав читати в 1871 р. в Швейцарії в політехніці Цюріха. Потім продовжив його в Берлінському ремісничому інституті, а пізніше — в Ремісничій академії. У той же час він почав видавати «Кінематичні вісті» та інші мемуари з прикладної теорії машин. 1875 року Рело опублікував перший том «Теоретичної кінематики».
Рело був не тільки вченим, а й практиком: він був членом журі на Всесвітніх виставках у Парижі (1867), Відні (1873), Філадельфії (1876), в Сіднеї-Мельбурні (1879-1880).
У Берлінському вищому технічному училищі Рело створив кабінет кінематичних моделей (понад 800 моделей), котрий довго служив зразком для вищих технічних шкіл Німеччини та інших країн. Рело мав великий авторитет серед вчених у галузі прикладної механіки. Але в нього було й багато противників, боротьба з якими часто з обох сторін різких форм і особливо загострилася на рубежі століть. Помер Рело 20 серпня 1905 року.

## Наукові заслуги
Основні роботи вченого відносяться до теорії машин і механізмів. Автор монографії «Теоретична кінематика» (1875) дав визначення машини, сформулював поняття кінематичної пари і поняття механізму як замкнутого ланцюга вимушеного руху. Вказав на методи синтезу механізмів, побудував вчення про механізми та основи теорії пар. Видав низку робіт у галузі машинобудування та історії техніки.

### Монографії
- Reuleaux, Franz Lehrbuch der Kinematik, Vol. 1 : Theoretische Kinematik. Braunschweig: F. Vieweg und sohn, 1875. (нім.)
- Reuleaux, Franz Lehrbuch der Kinematik, Vol. 2 : Die praktischen Beziehungen Kinematik zu Geometrie und Mechanik. Braunschweig: F. Vieweg und sohn, 1875. (нім.)
- Reuleaux, Franz , and Alex B.W. Kennedy (ed.), and Alex B.W. Kennedy (trans.) Kinematics of Machinery : Outlines of a Theory of Machines. London: Macmillan and Co., 1876. (англ.)
- Reuleaux, Franz Constructor : A hand-book of machine design. Philadelphia: H.H. Suplee, 1893. (англ.)
- Franz Reuleaux Die Thomas’sche Rechenmaschine. Freiberg, 1862.
- Franz Reuleaux Kurzgefasste Geschichte der Dampfmaschine. 1891.